# Обухівські заплави
Обухівські заплави — анульована природоохоронна територія у Дніпропетровській області. 
Вперше цей об'єкт згадується у рішенні виконкому Дніпропетровської обласної Ради депутатів трудящих від 12 жовтня 1967 року № 750 «Про пам'ятки природи місцевого значення». Там об'єкт оголошується пам'яткою природи місцевого значення. Як місце розташування вказано: «Царичанський район, Кіровське лісництво, квартали № 55, 56, 57, 58, 59, 60, 61, 73 і 74. Острів «Кам'янистий» № 94, «Зелений» № 95, «Дівочий» № 96, «Довгий» № 98, «Свинячий» № 97.». Опис при створенні: «Заплави де ростуть цікаві породи дерев та трав'яна рослинність. Площа 700 Га».
Рішенням № 391 виконкому Дніпропетровської обласної Ради депутатів трудящих від 22 червня 1972 року «Про заходи по розширенню мережі державних заповідників і поліпшенню заповідної справи в області» (пункт 14 додатку 1), Обухівські заплави було переведено зі статусу пам'ятки природи місцевого значення і надано статус лісомисливського державного заказника республіканського значення. При цьому площа залишилась без змін, а опис наведено такий: «Ліс знаходиться в заплавах середньої частини річки Дніпра, рослинність являє собою поєднання луків, високотравних боліт та заплавних лісів з багатим своєрідним тваринним світом. Має науково-пізнавальну та естетичну цінність».
Заказник затверджено змінами до постанови № 500 Ради міністрів Української РСР від 28 жовтня 1974р. «Про створення заказників загальнодержавного значення в Українській РСР». 28 листопада 1974 року виконком Дніпропетровської обласної Ради депутатів трудящих ухвалив рішення № 687 «Про створення державних заказників і поліпшення заповідної справи в області», пунктом 1а якого затвердив дев'ять державних заказників у Дніпропетровській області, згідно додатку 1 до рішення. Серед них і Обухівські заплави, пунктом 8 додатку 1, як загальнозоологічний державний заказник. Також цим документом було зменшено його площу до 631 Га. Характеристика при затвердженні заказнику: Ділянка з багатим тваринним світом: лосі, козулі, дикі свині, зайці. Налічується близько 130 видів птахів, з них рідкісні: довгохвоста синиця, болотяна гаїчка, болотяна сова та інші.
9 жовтня 1979 року виконком Дніпропетровської обласної Ради народних депутатів ухвалив рішення № 568, пунктом 5 якого з метою дотримання заповідного режиму заборонялось пересування у зоні Обухівських заплав по річці Орелі та біля берега Дніпра цивільних моторних човнів, а пересування службових обмежувалось швидкістю 15 км/год. 
15 вересня 1990 року Рада міністрів Української РСР прийняла постанову № 262, згідно з пунктом 2 якої Обухівські заплави виключаються з переліку державних заказників, у зв'язку з включенням їх територій до природного заповідника Дніпровсько-Орільський.
17 грудня 1990 року виконком Дніпропетровської обласної Ради народних депутатів ухвалив рішення № 469 «Про мережу територій та об'єктів природно-заповідного фонду області», в якому, у додатку 7 пункт 1 затвердив виключення Обухівських заплав зі складу об'єктів ПЗФ області, в зв'язку з постановою Ради міністрів № 262 та входом об'єкту до складу територій Дніпровсько-Орільського природного заповідника.